# Koki Maezawa
Koki Maezawa (前澤 甲気 Maezawa Koki?), född 21 mars 1993 i Shizuoka prefektur, är en japansk fotbollsspelare.
Maezawa började sin karriär 2015 i Sony Sendai FC. 2017 flyttade han till Azul Claro Numazu.